# (6846) Kansazan
(6846) Kansazan est un astéroïde de la ceinture principale.

## Description
(6846) Kansazan est un astéroïde de la ceinture principale. Il fut découvert le 22 octobre 1976 à Kiso par Hiroki Kosai et Kiichiro Hurukawa. Il présente une orbite caractérisée par un demi-grand axe de 2,39 UA, une excentricité de 0,22 et une inclinaison de 2,9° par rapport à l'écliptique.

## Compléments